# Sigillo degli Stati Federati di Micronesia
Il sigillo degli Stati Federati di Micronesia, di forma circolare, presenta una palma su un isolotto rappresentato schematicamente dal color marrone. La palma e l'isolotto sono posti su uno sfondo azzurro scuro che rappresenta l'Oceano Pacifico. Sopra la rappresentazione dell'oceano sono raffigurati il cielo, di color azzurro chiaro, e la bandiera della Federazione con le sue quattro stelle bianche a cinque punte, simboleggianti i quattro stati di cui è composta la federazione.
Sotto la palma è presente un cartiglio con il motto nazionale, Peace, Unity, Liberty (“Pace, Unità, Libertà”). Sotto il cartiglio è presente il numero 1979, anno in cui le isole, dopo aver lasciato il Territorio fiduciario delle Isole del Pacifico ratificarono una nuova Costituzione diventando Stati Federati di Micronesia.
Il fondo di color azzurro (chiaro e scuro) è circondato da un bordo di colore bianco, delimitato esternamente da una trama di color azzurro. Nel bordo compare la scritta: Government of the Federated States of Micronesia (Governo degli Stati Federati di Micronesia).